# Ladale Richie
Ladale Osagie Richie (ur. 30 lipca 1989 w Kingston) – jamajski piłkarz występujący na pozycji środkowego obrońcy, obecnie zawodnik Montego Bay United.

## Kariera klubowa
Richie rozpoczynał swoją karierę piłkarską w klubie Village United FC. W 2010 roku drużyna przeniosła siedzibę z miasta Falmouth do Montego Bay. W sezonie 2011/2012 spadł z Village do drugiej ligi, a bezpośrednio po tym przeniósł się do Montego Bay United FC. Od razu został podstawowym zawodnikiem ekipy. W sezonie 2013/2014 zdobył z nim mistrzostwo Jamajki oraz dotarł do finału pucharu Jamajki – Flow Champions Cup. W rozgrywkach 2014/2015 wywalczył natomiast tytuł wicemistrza kraju, by rok później – w sezonie 2015/2016 – zdobyć z Montego Bay swoje drugie mistrzostwo Jamajki.

## Kariera reprezentacyjna
Pierwsze powołanie do seniorskiej reprezentacji Jamajki Richie otrzymał od selekcjonera Winfrieda Schäfera, w listopadzie 2015 na mecz z Haiti (1:0) w ramach eliminacji do Mistrzostw Świata w Rosji. Nie pojawił się jednak wówczas na placu gry. W maju 2016 znalazł się w szerokim składzie na turniej Copa América Centenario, lecz nie został powołany przez Schäfera do ostatecznej kadry. W drużynie narodowej zadebiutował dopiero za kadencji Theodore’a Whitmore’a, 13 listopada 2016 w wygranym 1:0 spotkaniu z Surinamem w ramach kwalifikacji do Pucharu Karaibów. W czerwcu 2017 został powołany na finały wspomnianego Pucharu Karaibów, podczas których rozegrał jeden z dwóch możliwych meczów (w wyjściowym składzie). Jego kadra dotarła wówczas do finału, ulegając w nim Curaçao (1:2). Miesiąc później znalazł się w składzie na Złoty Puchar CONCACAF. Wystąpił wtedy w trzech z sześciu możliwych spotkań (z czego dwa w pierwszym składzie), natomiast Jamajczycy doszli do finału, w którym przegrali ostatecznie z gospodarzami – USA (1:2).